# 問題ないね。
「問題ないね。」（もんだいないね）は、かつて日本プロ野球のパシフィック・リーグに所属していたオリックス・ブレーブス（現オリックス・バファローズ）の応援歌。作詞・秋元康、作曲・タケカワユキヒデ、編曲・外山和彦。

## 解説
阪急電鉄が傘下の球団であった阪急ブレーブスを1988年（昭和63年）のシーズン終了を以てオリエント・リース（翌年4月1日付でオリックスに社名変更）へ売却し、1989年（平成元年）よりオリックス・ブレーブスとなった際に制作された。
当時、オリックスは法人向けリース事業中心から個人の消費者向けへ事業の拡大を図っており、獲得した球団を新規顧客層における企業の認知強化に利用する考えであった。そのためには関西地域の野球通が好む球団、という従来のイメージを一掃し、女性や子供の関心をチームに引き付ける必要があった。秋元康やタケカワユキヒデの助言のもと、応援歌を歌って踊る小学生グループを結成、試合時はもちろんテレビ出演、CDデビューなども行う、また試合時には展開に合わせた歌をこのグループが歌い、試合自体を一種のエンターテインメント化する、という戦略がまとまった。TVプロダクション等を通じ選ばれた小学生30人のグループは「オリックス・キッズ」と名付けられた。
このグループが歌う応援歌も歌詞の一般公募が行われたが、発表時には「該当作無し」として選考を担当した秋元が補作の為に準備していた歌詞がそのまま採用された。CDは一般流通での販売は行われず、西宮球場売店でのCDシングル販売や阪急西宮北口駅、三宮駅などでプロモーション用のカセットテープが配布されたのみに留まっている。ジャケットには阪急ブレーブスより継承されたマスコットのブレービーと「オリックス・キッズ」の子供たちがデザインされている。
曲は児童合唱によるポップス調に仕上がっており、同じく1989年に制定された福岡ダイエーホークス（現福岡ソフトバンクホークス）の新球団歌『ダイヤモンドの鷹』（作詞・阿久悠、作曲・宇崎竜童）がロック調であったのと並び異彩を放っていた。歌詞は「野球の平和」を目的に戦う、という歌詞が大きな特徴となっている。こうした歌詞は、1974年（昭和49年）に発表された日本ハムファイターズ公式応援歌「それゆけぼくらのファイターズ」にも先例が見られる。二宮清純は「秋元康作詞になるオリックスの球団歌」と曲名は特定しなかったものの、平和を守る、闘う、というこの曲の歌詞は無意味に好戦的であり、自球団が正義であるという発想は独善的であると批判した。（日本ハムファイターズ創立当時は阪急黄金時代であるのに対し、オリックス・ブレーブス創立当時は西武黄金時代であった。）
1991年（平成3年）、球団が本拠地を西宮球場からグリーンスタジアム神戸へ移転し、球団名をオリックス・ブルーウェーブへ改称すると共に新たに応援歌『輝け潮流』が制作され、本曲はわずか2年で廃止された。